# Kachna
Kachna je české rodové jméno pro menší vodní vrubozobé ptáky. Většina kachen pochází z rodu Anas, kam se však řadí také čírky a ostralky.
Jako kachny se též obecně označují všichni ptáci z čeledi kachnovitých, jsou-li menší než husy nebo labutě. Proto lze kachnou nazvat téměř jakýkoli druh ptáka z podčeledi kachen (Anatinae). Kachnou může být míněma i kachna domácí či zástupci jejích plemen.
Podle způsobu obživy lze kachnovité dělit na plovavé a potápivé kachny: plovavé kachny hledají potravu v mělčích vodách, přičemž hlavu mají pod vodou a ocas zůstává vystrčen nad hladinu (takzvaně panáčkují). Potápivé kachny se potápějí pod hladinu celé a dostanou se tak ke dnu i v hlubších vodách.

## Seznam druhů
K roku 2022 má český rodový název kachna následujících 21 druhů kachnovitých ptáků:
- kachna mexická (Anas diazi) Ridgway, 1886
- kachna floridská (Anas fulvigula) Ridgway, 1874
- kachna laysanská (Anas laysanensis) Rothschild, 1892
- kachna filipínská (Anas luzonica) Fraser, 1839
- kachna madagaskarská (Anas melleri) Sclater, PL, 1865
- kachna divoká (Anas platyrhynchos) Linnaeus, 1758 (zahrnuje i kachnu domácí a její plemena)
- kachna skvrnozobá (Anas poecilorhyncha) Forster, JR, 1781
- kachna tmavá (Anas rubripes) Brewster, 1902
- kachna temná (Anas sparsa) Eyton, 1838
- kachna proužkovaná (Anas superciliosa) Gmelin, JF, 1789
- kachna mauricijská (Anas theodori) Newton, E & Gadow, 1893
- kachna žlutozobá (Anas undulata) Dubois, CF, 1838
- kachna havajská (Anas wyvilliana) Sclater, PL, 1878
- kachna čínská (Anas zonorhyncha) Swinhoe, 1866
- kachna měkkozobá (Hymenolaimus malacorhynchos) (Gmelin, JF, 1789)
- kachna vlasatá (Lophonetta specularioides) (King, PP, 1828)
- kachna amsterdamská (Mareca marecula) (Olson & Jouventin, 1996)
- kachna bystřinná (Merganetta armata) Gould, 1842
- kachna růžovohlavá (Rhodonessa caryophyllacea) (Latham, 1790)
- kachna krahujková (Salvadorina waigiuensis) Rothschild & Hartert, E, 1894
- kachna bronzovokřídlá (Speculanas specularis) (King, PP, 1828)